# Katos
Els cahto o kato són un grup d'amerindis de Califòrnia que avui estan registrats en la tribu reconeguda federalment com a tribu índia cahto de la ranxeria Laytonville, encara que un grup més petit està registrat fins a la reserva índia Round Valley.

## Nom
Cahto és una paraula pomo del nord que vol dir 'llac', que feia referència a un important llogaret cahto anomenat Djilbi. Els cahto també són anomenats a vegades kaipomo.

## Reserva
La tribu controla la ranxeria Laytonville, també coneguda com a ranxeria Cahto, una reserva índia federal dels cahto i pomo. La ranxeria té una superfície de 264 acres i es troba a tres milles a l'oest de Laytonville, al comtat de Mendocino. Fou creada el 1906. La població de la reserva és de 188 persones.

## Població
Les estimacions per a les poblacions anteriors al contacte de la majoria dels grups nadius de Califòrnia han variat substancialment. (Vegeu població ameríndia de Califòrnia.) Alfred L. Kroeber (1925:883) va proposar una població el 1770 dels kato en 500 individus. Sherburne F. Cook (1976) va suggerir un total de 1.100 katos. James E. Myers pensa que en total podrien ser 500.

## Govern
La tribu cahto o kato és regida per un consell tribal escollit democràticament. El seu cap tribal actual és Richard J. Smith.
La tribu gestiona la seva pròpia autoritat d'habitatge, policia tribal i oficina EPA. El desenvolupament econòmic prové del casino Red Fox, que es troba a Laytonville.

## Llengua
La llengua kato és una de les quatre llengües que pertanyen al grup atapascà de Califòrnia de les llengües atapascanes de la costa del Pacífic. La majoria de les altres llengües eren parlades pels atapascans del riu Eel, mattoles i hupes. La majoria dels parlants kato eren bilingües amb pomo del Nord.

## Història
Els kato vivien més al sud de tots els atapascans de Califòrnia, ocupant la vall de Cahto i Long Valley al sud del Blue Rock, i entre la capçalera de les dues branques principals del riu Eel. Aquesta regió comprèn turons amb roures i està vetat amb corrents, la majoria dels quals són gairebé secs durant els estius secs, però són torrencials durant els hiverns plujosos.
A principis del segle xviii els cahto tenien unes 50 viles.

## Cultura
Tradicionalment, el cahto fabricaven articles de pedra, os, banya, fusta i pell, com es feia comunament al nord de Califòrnia. El vestit primitiu, tant per a homes com per a dones era una pell de cérvol adobada, embolicada al voltant de la cintura i una gorra de llana cenyida, que mantenia el nus del cabell en la part posterior del cap. En un període posterior, van incloure en la vestimenta una camisa feta de dues pells de cérvol, lligada a la part davantera i que arribava fins als genolls. Tant els homes com les dones, duien tatuatges a la cara i al pit amb dissenys de línies verticals, trencades i rectes.